# Anthrenus dsungaricus
Anthrenus dsungaricus là một loài bọ cánh cứng trong họ Dermestidae. Loài này được Mroczkowski miêu tả khoa học năm 1962.